# Gunderic
Gunderic (379-428) fou rei dels vàndals asdings fill i successor del rei Godigisel.
Va continuar l'obra del seu pare i va portar als vàndals per la Gàl·lia (408) i cap al sud a la vora dels Pirineus per entrar a Hispània. El 409, desguarnides les defenses de les muntanyes pirinenques, les va creuar juntament amb els vàndals silings (dirigits per Fridibald) i els alans (el seu rei fou Addac o Atax esmentat el 411). Els 414 els asdings, inicialment establerts a la zona lleonesa, ja s'havien establert a la Bètica mentre els silings van quedar a la zona de les muntanyes Nervàsies fins que a l'any següent es van traslladar amb els seus parents a la Bètica i van reconèixer a Gunderic com a rei. El 418 va morir en lluita contra els visigots el rei alà Atax i llavors els alans van reconèixer com a rei a Gunderic. Els vàndals haurien donat el nom a Andalusia (Vandalusia). Va morir el 428 i el va succeir el seu germanastre Genseric, elegit pels nobles vàndals.